# Calyptrophora angularis
Calyptrophora angularis is een zachte koraalsoort uit de familie Primnoidae. De koraalsoort komt uit het geslacht Calyptrophora. Calyptrophora angularis werd in 1908 voor het eerst wetenschappelijk beschreven door Nutting. 